# Paul Vallée

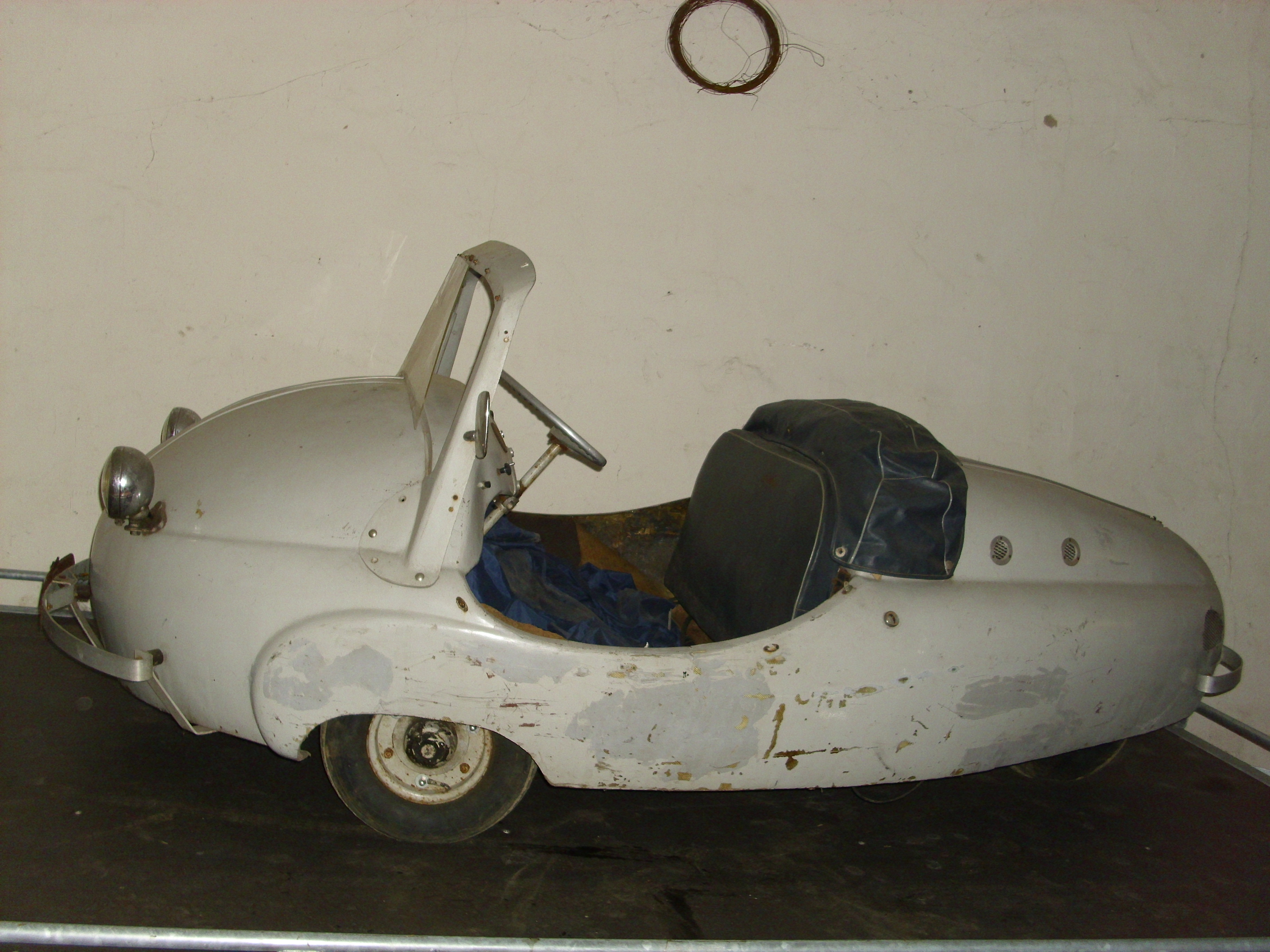
Der Paul-Vallée-Sportwagen

Paul Georges François Vallée (* 8. Juni 1905 in St-Lambert-des-Levées; † 3. April 1957 in Neuilly-sur-Seine) war ein französischer Unternehmer und Autorennfahrer.

## Unternehmer
Paul Vallée gründete 1952 die kurzlebige Automobilproduktion P. Vallée, die einen dreirädrigen Sportwagen herstellte.

## Karriere als Rennfahrer
Paul Vallée nahm während seiner Karriere dreimal am 24-Stunden-Rennen von Le Mans teil. Sein Debüt endete 1934 nach einem Unfall im Rally NCP vorzeitig. Ein Jahr später verhinderte ein defekter Kompressor am Bugatti Type 35 die Zielankunft. Beim ersten Le-Mans-Rennen nach dem Zweiten Weltkrieg war er Teampartner von Guy Mairesse. Der Talbot-Lago Monoplace Decalee des Teams hatte nach 95 Runden einen Motorschaden.
1949 war Vallée in Personalunion als Rennfahrer und Teamchef tätig. Nach der Übernahme von Automobiles Talbot durch Anthony Lago leitete er jahrelang die Motorsportaktivitäten der Écurie France.

## Statistik

### Le-Mans-Ergebnisse
| Jahr | Team             | Fahrzeug                      | Teamkollege      | Platzierung | Ausfallgrund |
| ---- | ---------------- | ----------------------------- | ---------------- | ----------- | ------------ |
| 1934 | Raymond Gaillard | Rally NCP                     | Raymond Gaillard | Ausfall     | Unfall       |
| 1935 | Ecurie Argo      | Bugatti Type 35               | Albert Blondeau  | Ausfall     | Kompressor   |
| 1949 | Ecurie France    | Talbot-Lago Monoplace Decalee | Guy Mairesse     | Ausfall     | Motorschaden |